# Het Bonte Paard

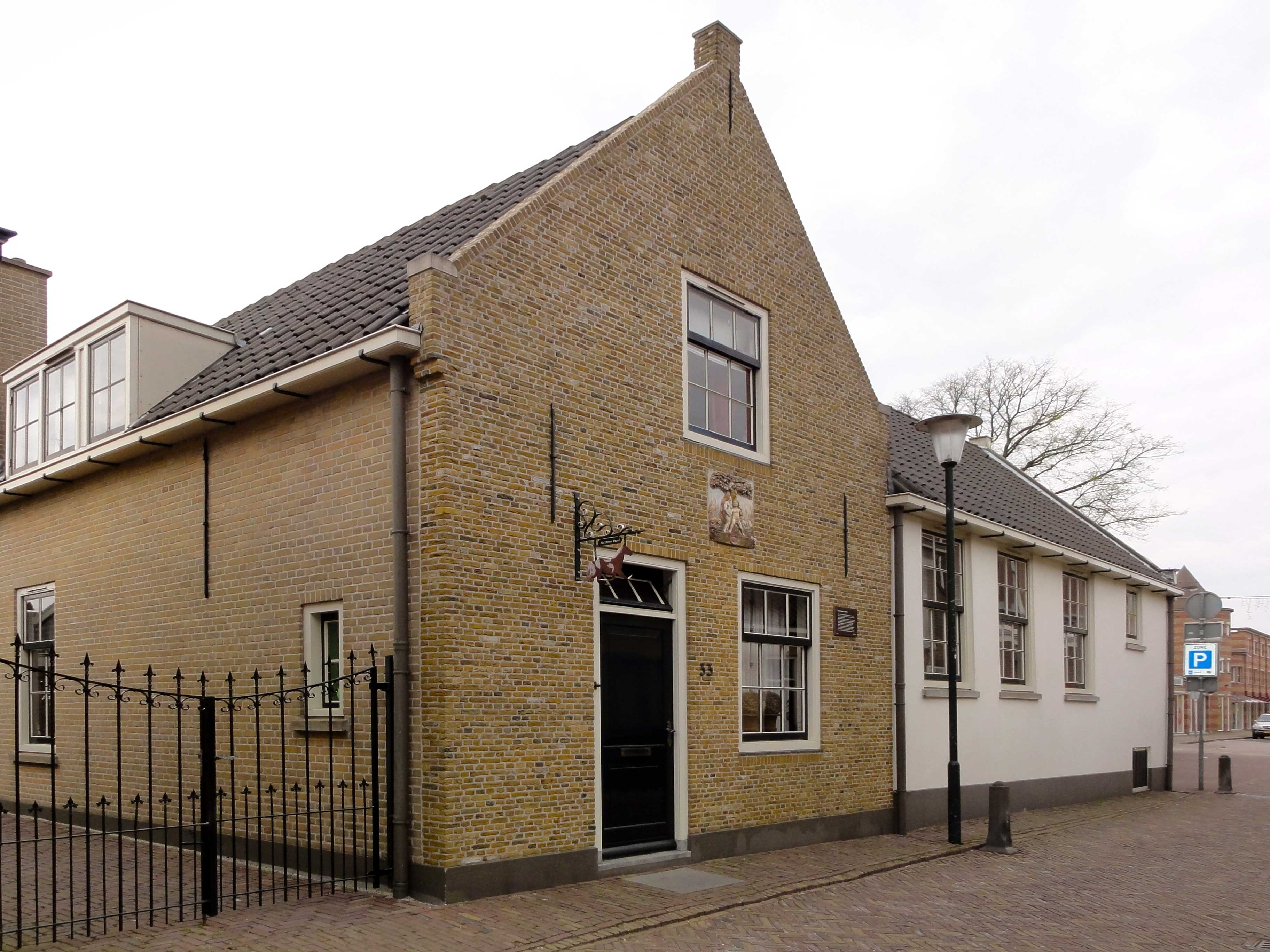
Het Bonte Paard in Lekkerkerk anno 2010

Het Bonte Paard is een voormalige herberg aan de Lange Stoep in de Nederlandse plaats Lekkerkerk. Het pand is erkend als een rijksmonument.

## Geschiedenis

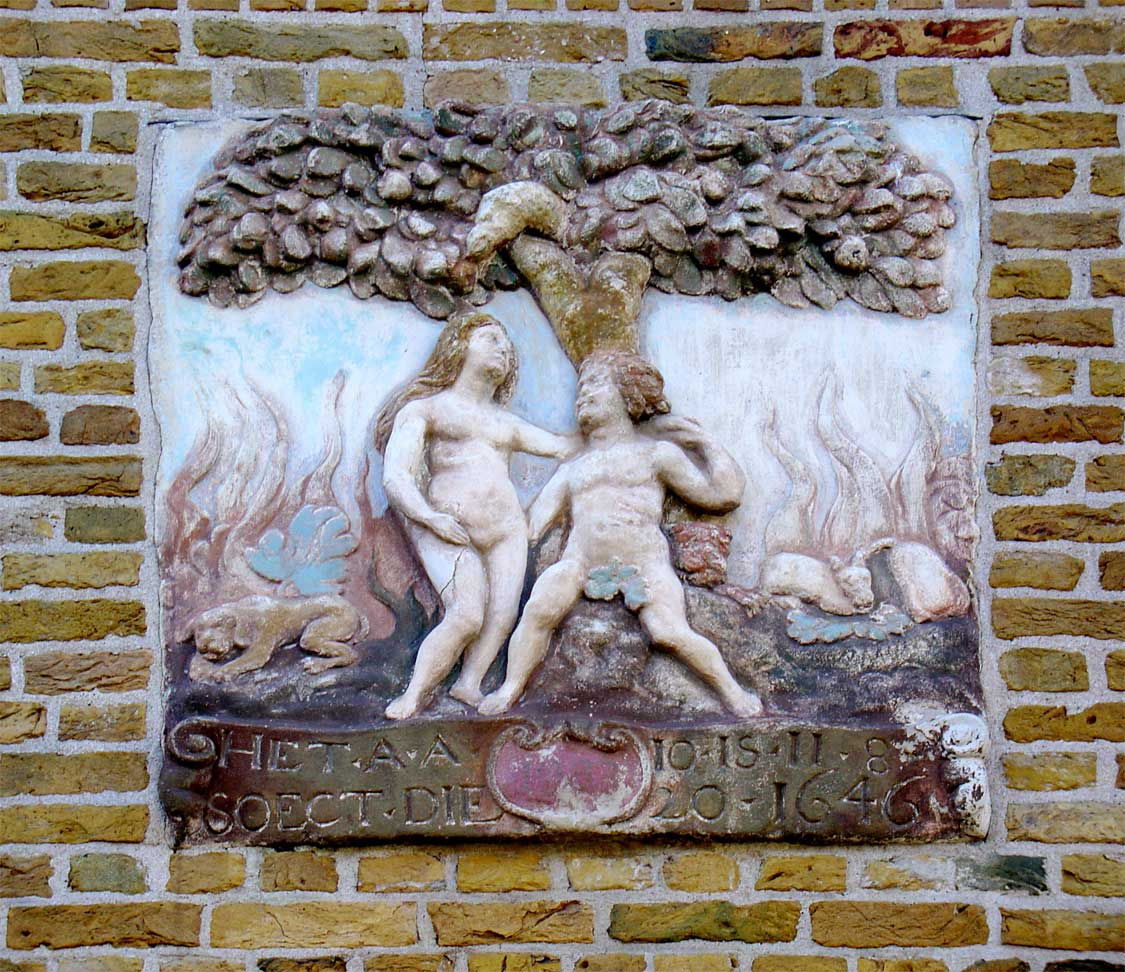
De gevelsteen van het Bonte Paard met een rebus uit 1646

Het Bonte Paard werd gebouwd in de 17e eeuw. De gevelsteen bevat het jaartal 1646. De herberg heeft tot 1879 gediend als vergaderlocatie voor de gemeenteraad van Lekkerkerk. Ook het polderbestuur van Schuwacht en Den Hoek gebruikte deze accommodatie als vergaderplaats.
De gevelsteen is opvallend. De tekst ervan luidt "HET AA 10 IS 11 8 SOECKT DIE 20 - 1646". Deze rebus dient als volgt gelezen te worden: Het paar A dix is onze huit soeckt die vingt 1646, ofwel Het paradijs is ons, wie soeckt die vindt, gevolgd door het jaartal 1646. De tekst staat onder een afbeelding van Adam en Eva in het paradijs.
De combinatie herberg en vergaderlocatie bleek in de zeventiger jaren van de 19e eeuw een rol te hebben gespeeld bij de totstandkoming van het nieuwe poldergemaal Reinier Blok aan de Breekade in Krimpen aan den IJssel. De toenmalige kastelein van het Bonte Paard was voorstander van de bouw van dit gemaal en wist, door zijn contacten met bestuurders van de gemeente en de polder, medestanders te werven, waaronder de burgemeester Reinier Blok, die ook schout van de polder was en naar wie het gemaal werd genoemd.